# Buntsandstein
| Systeem | Serie     | Etage         | Ouderdom (Ma) | Lithostratigrafie |
| --- | --------- | ------------- | ------------- | ----------------- |
| Jura | Onder     | Hettangien    | jonger        | Lias              |
| Trias | Boven     | Rhaetien      | 201,3–208,5   | Lias              |
| Trias | Boven     | Rhaetien      | 201,3–208,5   | Keuper            |
| Trias | Boven     | Norien        | 208,5–228     |                   |
| Trias | Boven     | Carnien       | 228–235       |                   |
| Trias | Midden    | Ladinien      | 235–242       |                   |
| Trias | Midden    | Ladinien      | 235–242       | Muschelkalk       |
| Trias | Midden    | Anisien       | 242–247,2     |                   |
| Trias | Midden    | Anisien       | 242–247,2     | Buntsandstein     |
| Trias | Onder     | Olenekien     | 247,2–251,2   |                   |
| Trias | Onder     | Indien        | 251,2–252,2   |                   |
| Perm | Lopingien | Changhsingien | ouder         |                   |
| Perm | Lopingien | Changhsingien | ouder         | Zechstein         |
| Indeling van het Trias volgens de ICS en NW-Europese lithostratigrafische namen. Cursieve ouderdommen zijn slechts indicaties. |           |               |               |                   |

De Buntsandstein (soms in het Nederlands vertaald als Bontzandsteen; Engels: Bunter) is een pakket gesteentelagen in de ondergrond van het westen en midden van Europa. Ze bestaat uit voornamelijk zandsteen, die gevormd werd in het Vroeg-Trias. Samen met de jongere Muschelkalk en Keuper vormt de Buntsandstein de zogenaamde Germaanse Trias, een karakteristieke opeenvolging van gesteentelagen in Europa, waar het tijdperk Trias naar genoemd is (Trias betekent driedeling).
Onder de Buntsandstein ligt het Zechstein en er boven ligt de Muschelkalk.

## Ontstaan
De Buntsandstein werd afgezet in een groot bekken (het Germaans Bekken, dat in de plaats van het Perm Bekken uit het Perm kwam), dat grote delen van het tegenwoordige West- en Midden-Europa bedekte (Polen, Duitsland, Denemarken, het zuiden van de Noordzee en Oostzee, Nederland en Engeland) en waar een aride klimaat heerste. Aan het einde van het Perm raakte dit bekken in het zuidoosten van Polen verbonden met de Paleo-Tethysoceaan in het zuiden, zodat zeewater geregeld binnenstroomde. Dit zorgde voor aanvoer van klastisch sediment uit het zuiden, dat in de vorm van puinwaaiers werd afgezet.
Vanwege de droge, continentale omstandigheden (zogenaamde playa-facies) was er weinig verwering mogelijk in het materiaal. De afzettingen van de Buntsandstein zijn daarom redbeds, lagen zandsteen en conglomeraat, waarin weinig klei voorkomt.
Tijdens het Laat-Anisien zou er transgressie van de zee plaatsvinden waardoor het Germaans Bekken bedekt werd met een ondiepe, tropische zee. Hierin werd de kalksteen van de Muschelkalk afgezet.

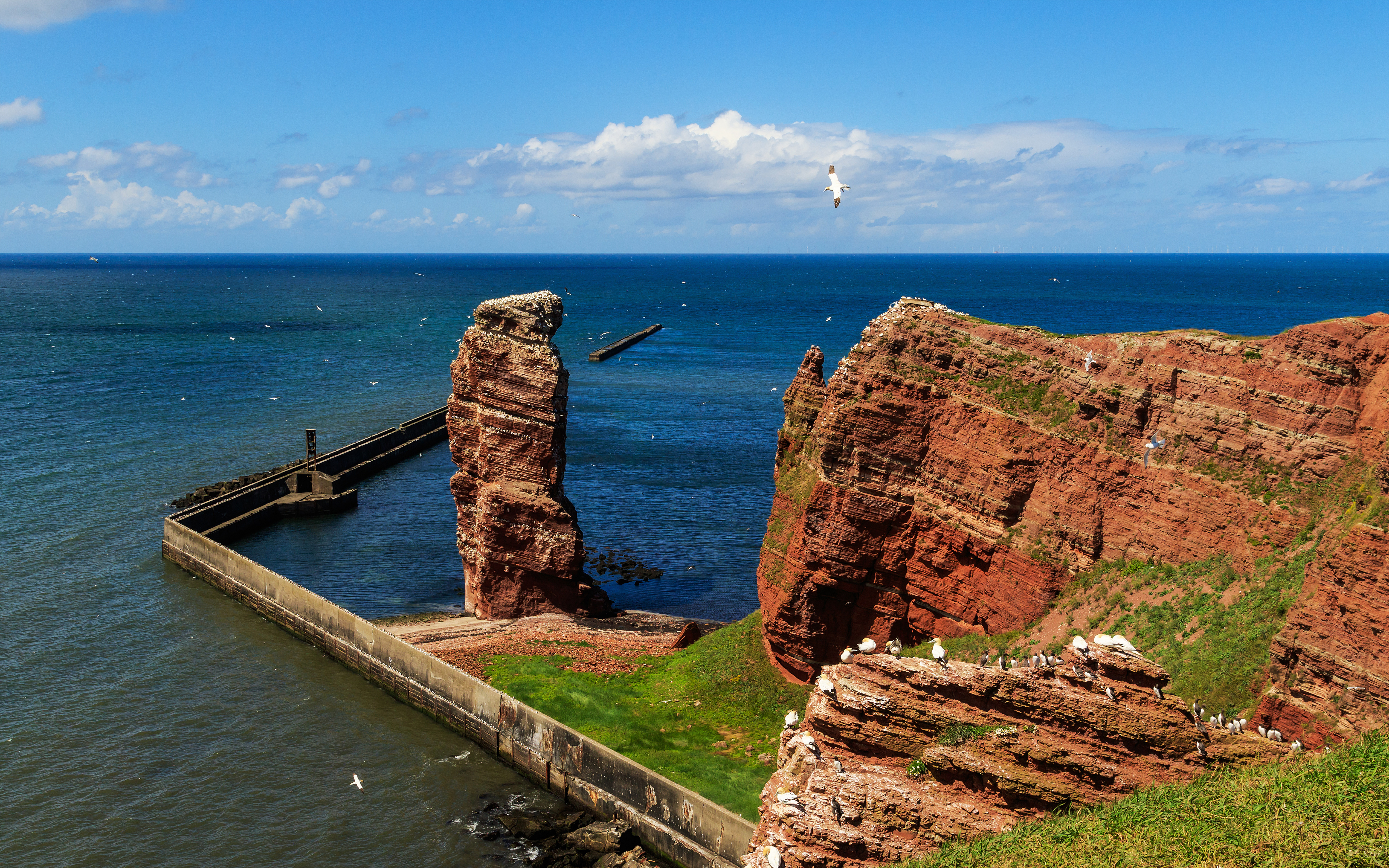
De Buntsandstein op Helgoland. De stack wordt Lange Anna genoemd.

## Stratigrafie
De Buntsandstein komt uit het Changhsingien tot Anisien en is daarmee 252 tot 240 miljoen jaar oud. In de Duitse lithostratigrafie wordt de Buntsandstein gezien als een groep, in Nederland heeft de term geen officiële status en vallen de afzettingen van de Buntsandstein in de Onder- en Boven-Germaanse Trias-groepen. In Engeland worden dezelfde gesteentelagen tot de Bunter Formation gerekend.
De Buntsandstein van de Duitse ondergrond wordt verdeeld over zes formaties, van boven naar onder:
- Obere Buntsandstein-Gruppe
  - Röt Formatie (ook wel "Fährtensandstein")
- Mittele Buntsandstein-Gruppe
  - Formatie van Solling
  - Formatie van Hardegsen
  - Formatie van Detfurth
  - Formatie van Volpriehausen
- Untere Buntsandstein-Gruppe
  - Formatie van Bernburg
  - Formatie van Calvörde

De groepnamen en de laatste twee formaties zijn niet in de Nederlandse stratigrafie opgenomen. In Nederland worden de bovenste twee formaties tot de Boven-Germaanse Trias-groep gerekend, de andere formaties tot de Onder-Germaanse Trias-groep.
De Buntsandstein geldt als redelijk goed tot goed reservoir voor olie en gas.